# 佩列亚斯拉夫
佩列亚斯拉夫（烏克蘭語：Переяслав，羅馬化：Pereiaslav，發音：[pereˈjɑslɐu̯]），或译佩雷亚斯拉夫，是乌克兰基辅州鲍里斯皮尔区佩列亞斯拉夫市鎮内的城市及该市镇的行政中心，2020年7月18日前为佩列亞斯拉夫-赫梅利尼茨基區的行政中心（该市在2020年7月18日前为该州的州辖市，并不在该区的管辖范围内）。该市距离首都基輔95公里，面积32平方公里，海拔高度94米，2022年人口数量为26,273人。

## 历史
该市的历史十分悠久，是一座基辅罗斯时代就已经存在的古城。它的名字“佩列亚斯拉夫”或“佩列亚斯拉夫尔”（烏克蘭語：Переяславль），字面意思是“吸取（基辅的）光荣”。1943年时更名为佩列亞斯拉夫-赫梅利尼茨基（羅馬化：Pereyaslav-Khmel'nyts'kyy），以纪念乌克兰历史上著名的军事将领博格丹·赫梅利尼茨基（扎波罗热哥薩克的盖特曼）。2019年，乌克兰最高拉达应市议会的请求改回旧名。
作为一座古老的城市，该市有很多古建筑博物馆。

## 友好城市
- 爱沙尼亚 派德
- 北馬其頓 科查尼
- 姆茨赫塔
- 乌克兰 马里乌波尔（俄罗斯实际控制）

## 当地名人
- 漢娜·克尼亞澤娃-米嫩科，以色列女子三级跳远和跳远运动员。
- 肖洛姆-阿萊漢姆，意第绪语作家及剧作家。

## 图集

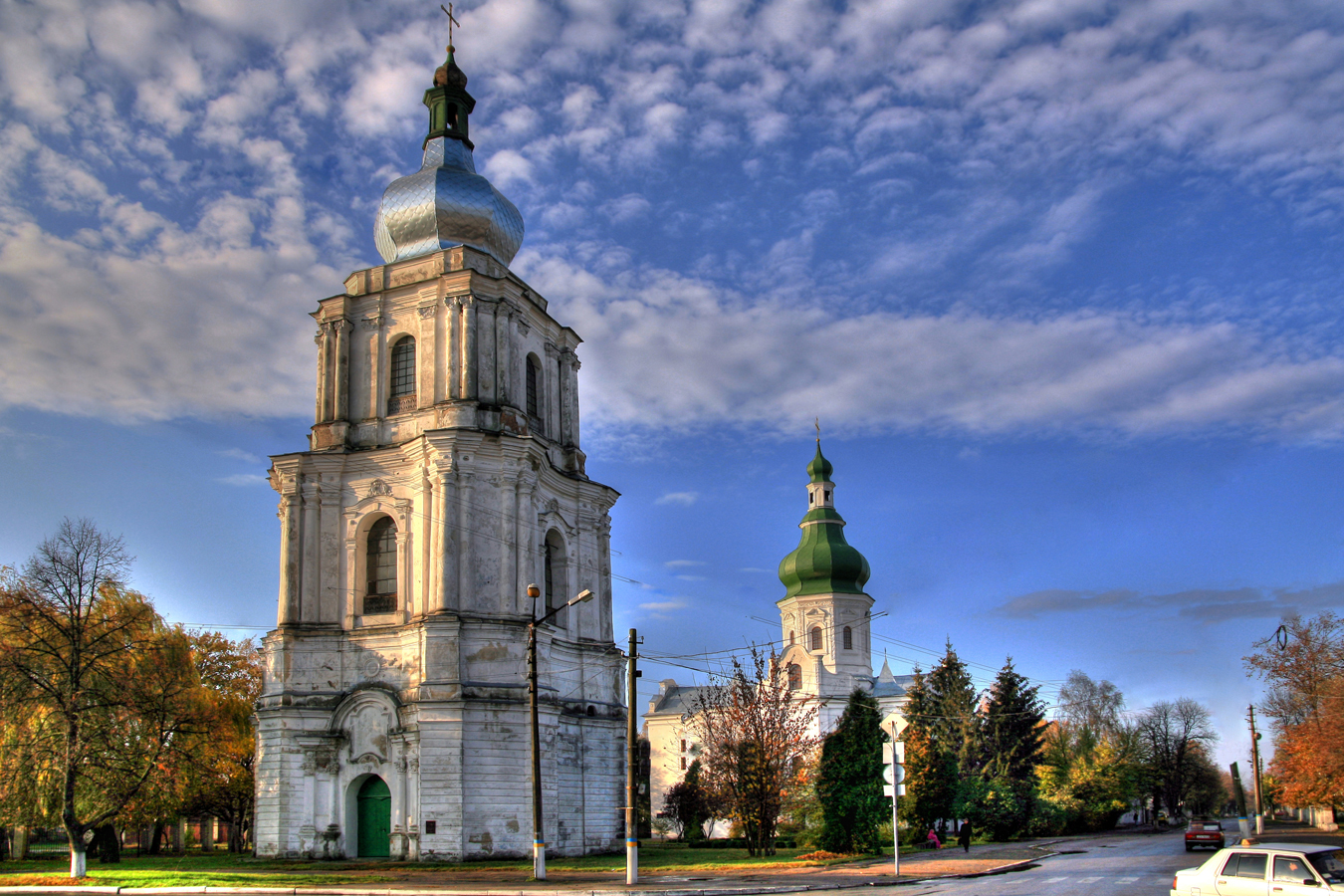
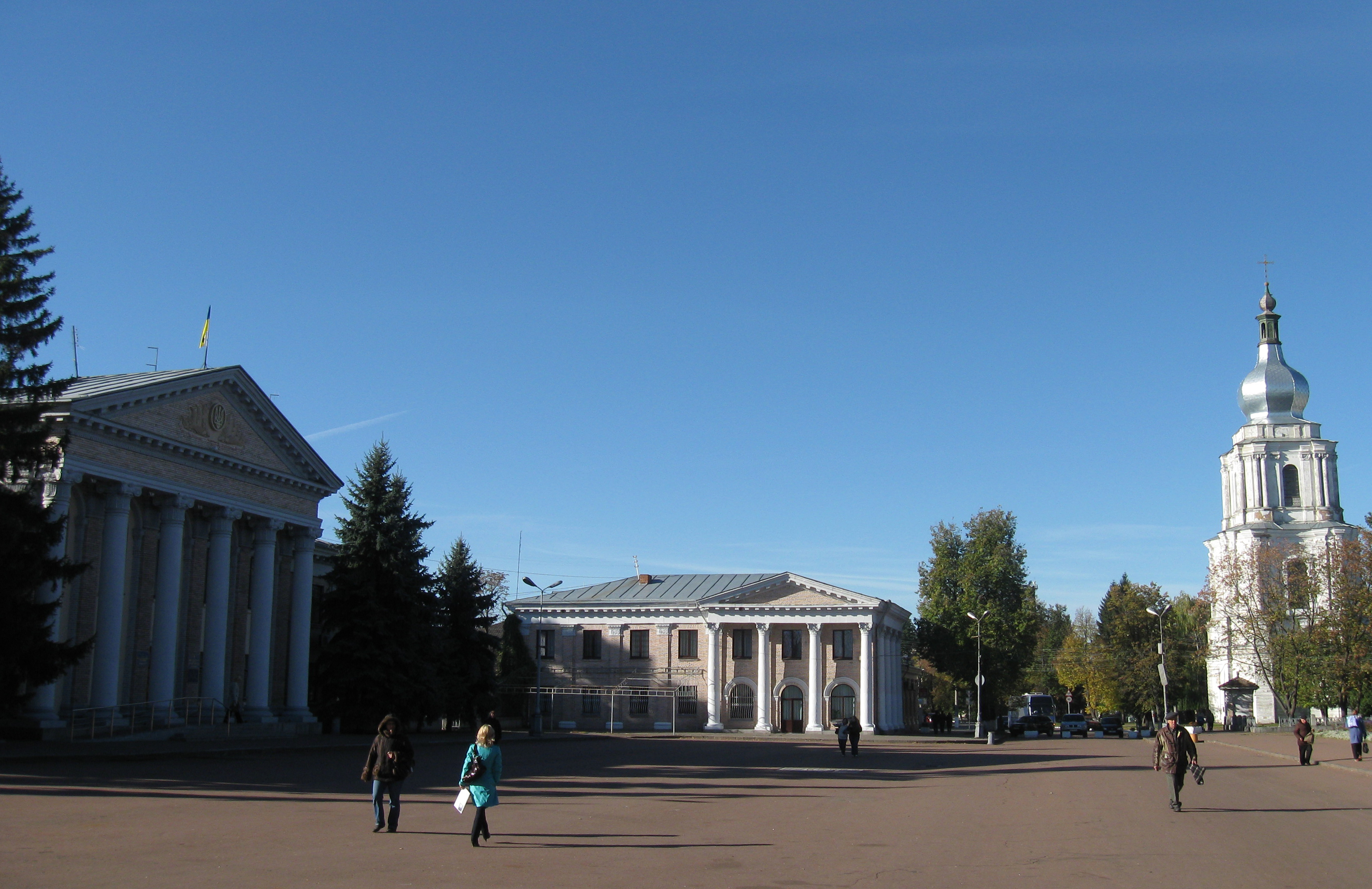
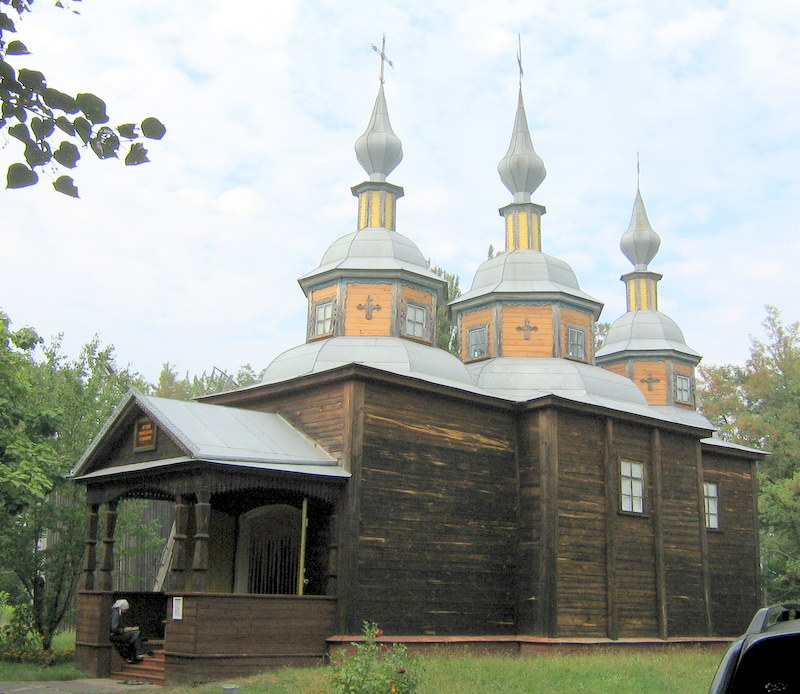
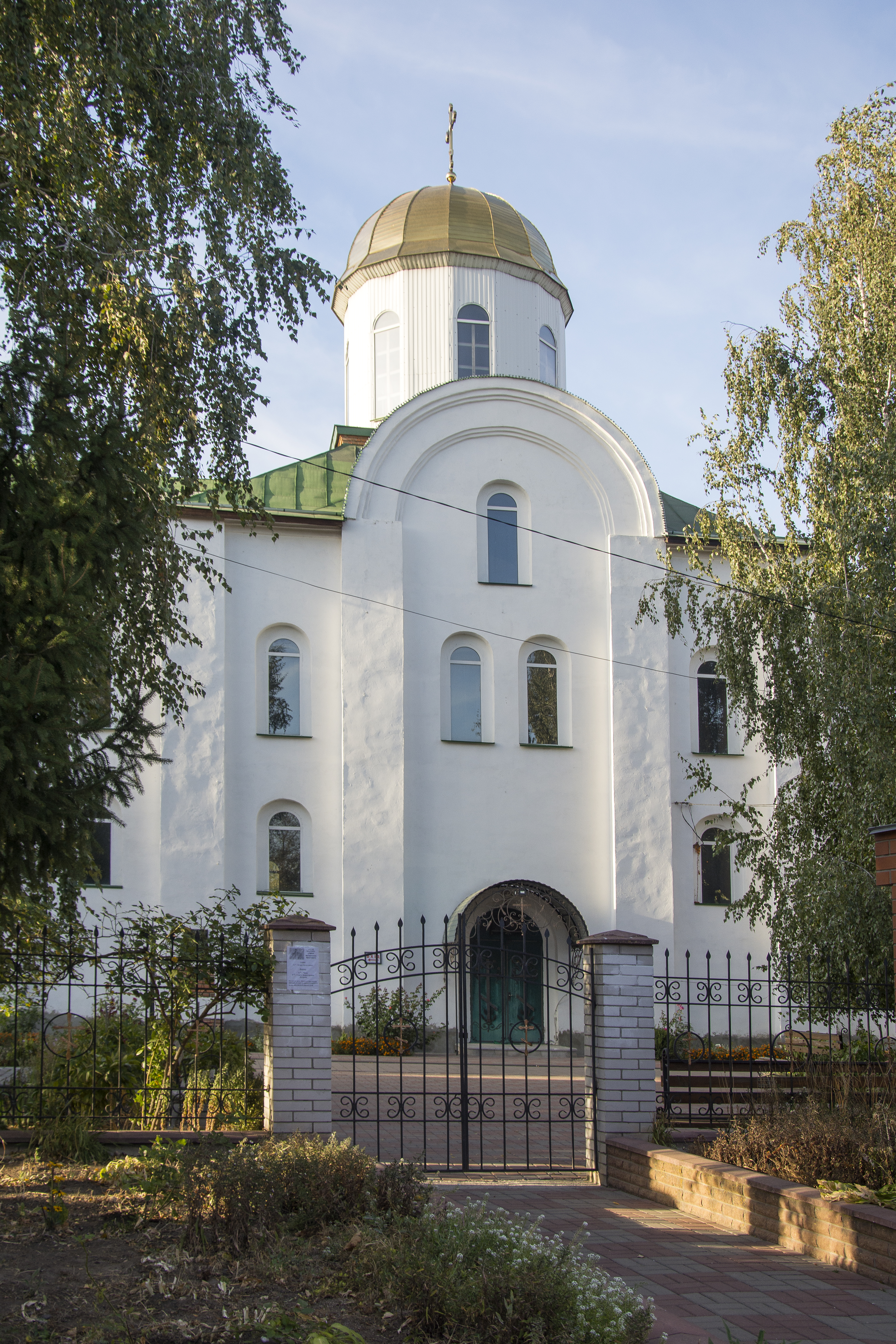
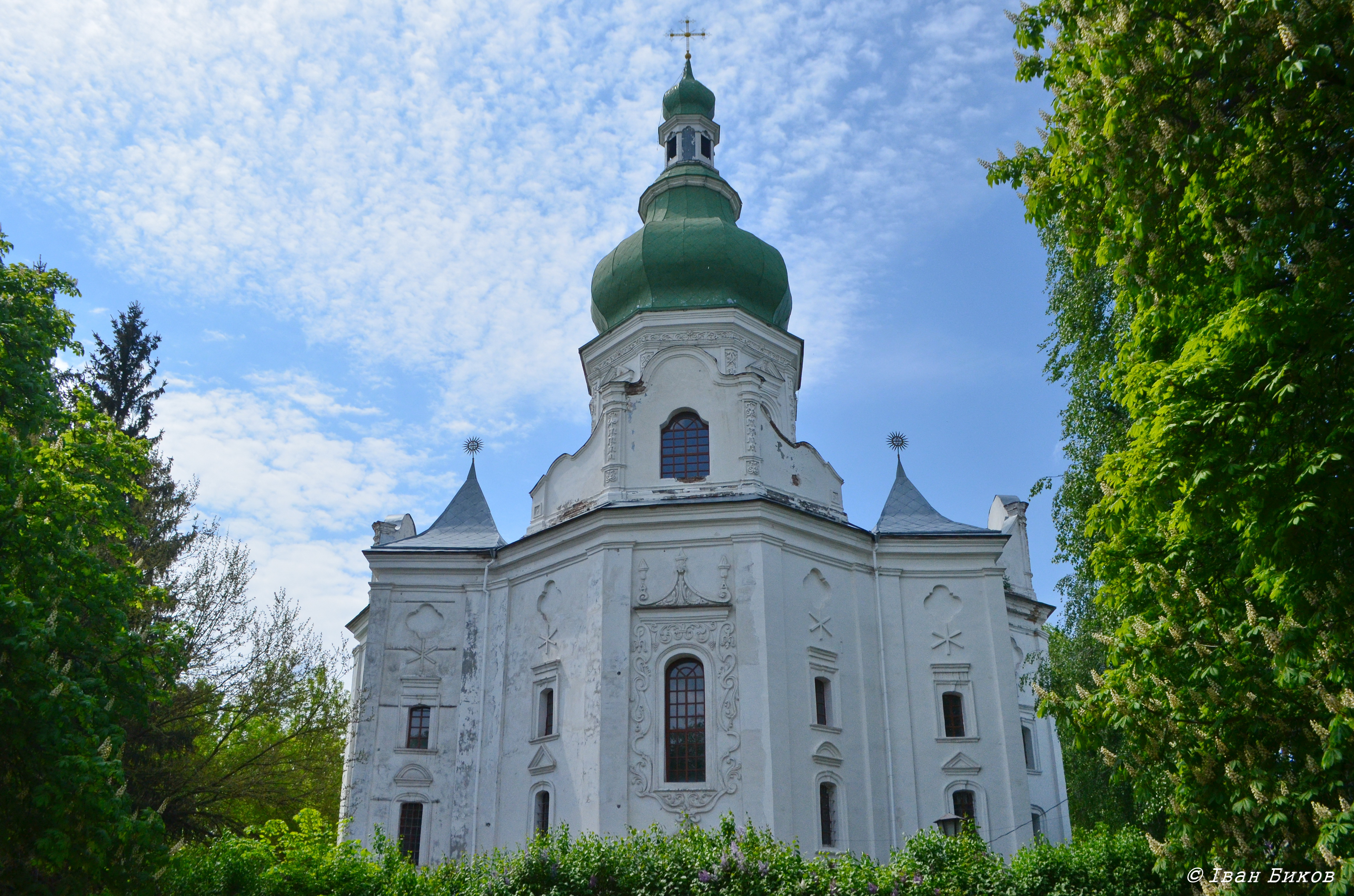
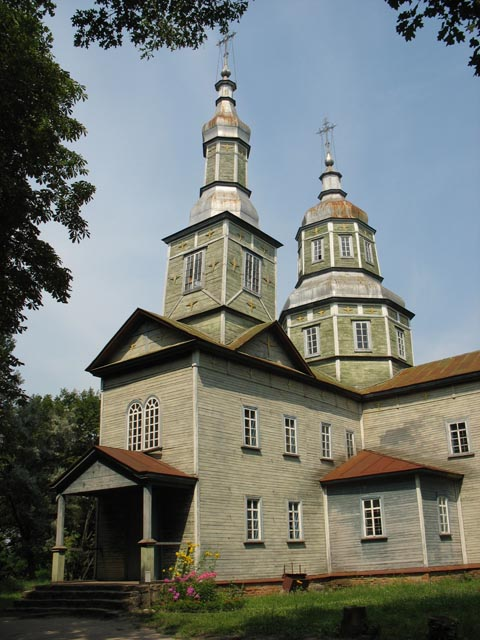
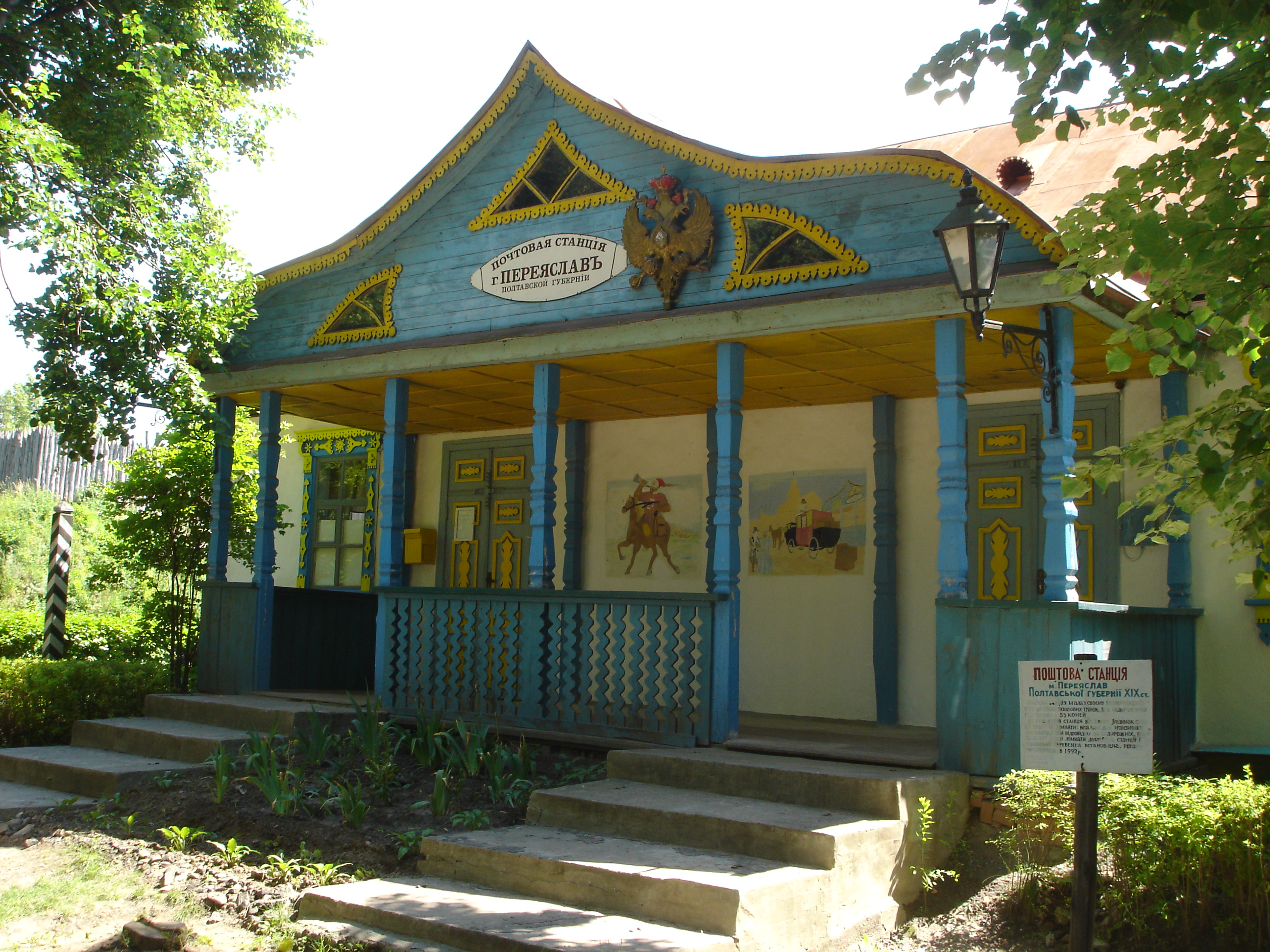
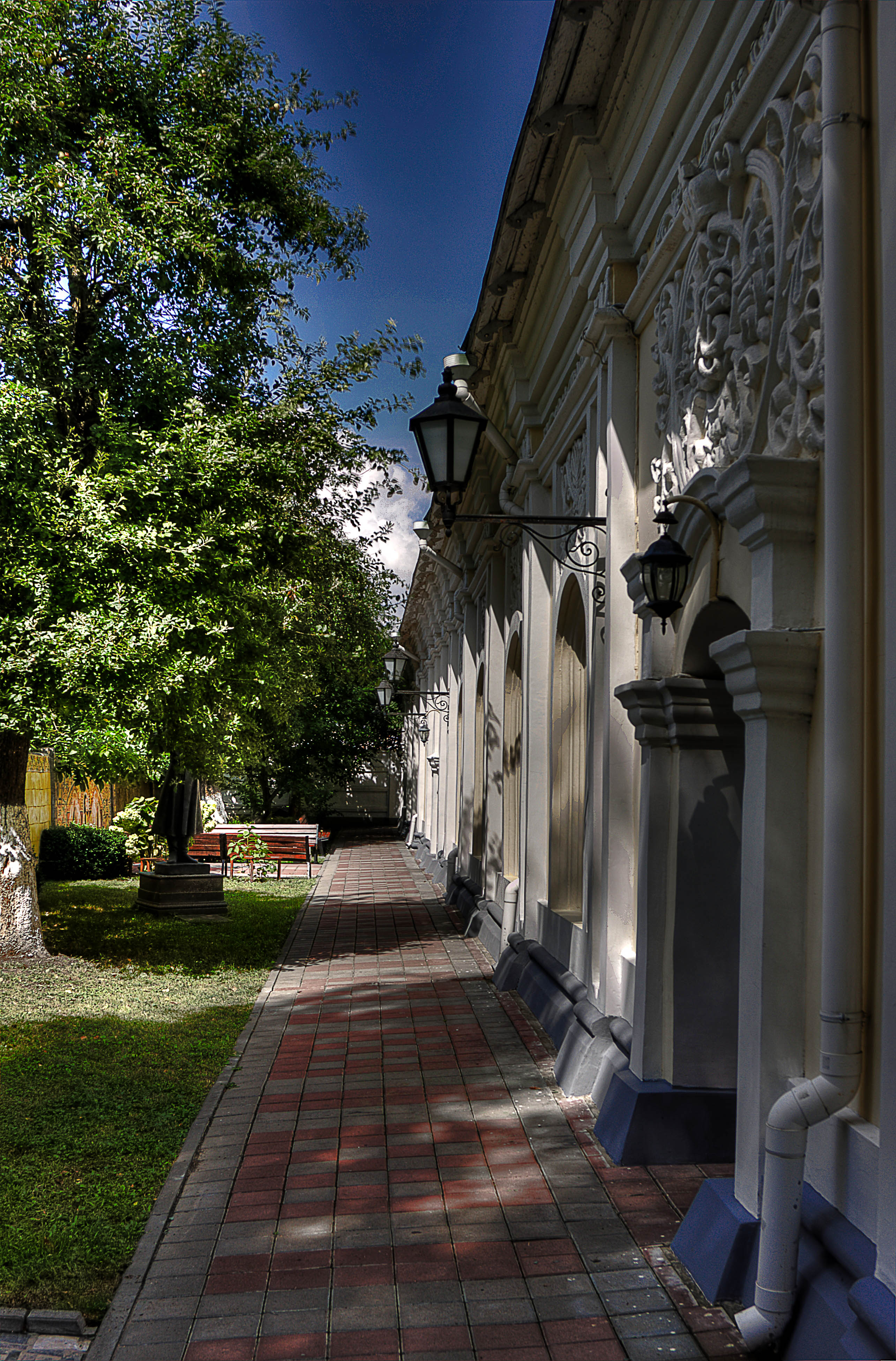
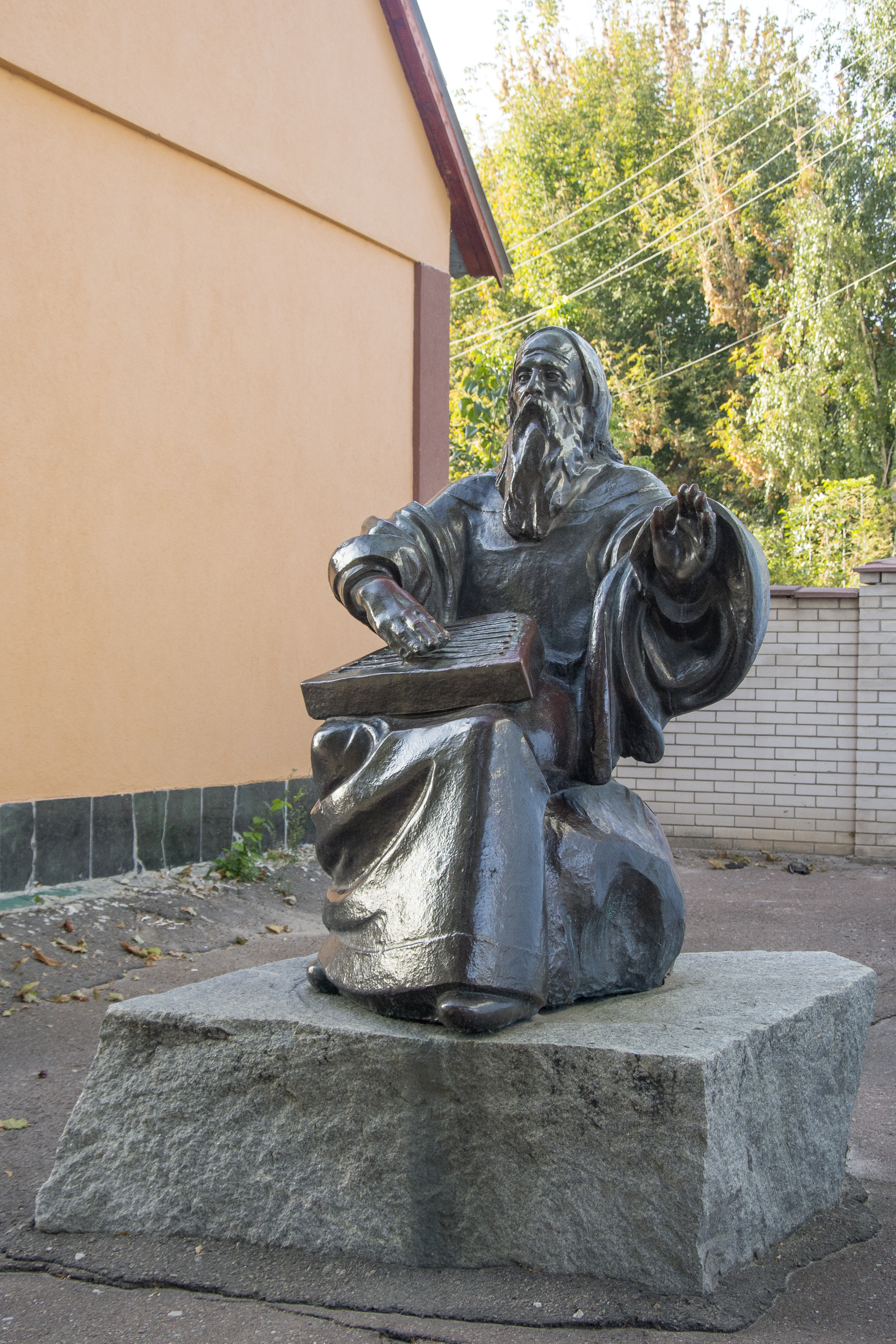